# سويبس-11
SWEEPS-11 (بالإنجليزية: SWEEPS-11)‏ الذي يرمز له بالرمز SWEEPS 11، هو كوكب خارج المجموعة الشمسية، ومشتري حار، يقع على بعد 27710 سنة ضوئية من الأرض، في كوكبة الرامي، يتبع SWEEPS J175902.67−291153.5 ‏.

## الاكتشاف
اكتشف في 4 أكتوبر 2006.